# Félix Balyu
Félix Balyu (Bruges, 5 de agosto de 1891 - 15 de janeiro de 1971) foi um futebolista belga que competiu nos Jogos Olímpicos de Verão de 1920, ele ganhou a medalha de ouro como membro da Seleção Belga de Futebol.

## Ligações Externas
- Perfil em DatabaseOlympics[ligação inativa]